# گیلکریست (اورگن)
گیلکریست (به انگلیسی: Gilchrist) یک منطقهٔ مسکونی در ایالات متحده آمریکا است که در شهرستان کلاماث، اورگن واقع شده‌است.